# Hydrid draselný
Hydrid draselný je anorganická sloučenina vodíku a draslíku s empirickým vzorcem KH. Používá se především jako velmi silná zásada (silnější než hydrid sodný) v organické syntéze k deprotonaci (podobnosti a podrobnosti viz hydrid sodný. KH patří mezi solné (iontové) hydridy, je složen z iontů K+ a H−. S vodou reaguje, stejně jako ostatní iontové hydridy, bouřlivě:
KH + H2O → KOH + H2
Reakce je exotermní a natolik bouřlivá, že se vznikající vodík za přístupu kyslíku ze vzduchu uvolněným teplem často vznítí a hoří fialově karmínovým plamenem (zbarvení způsobeno přítomností draslíku). Ještě bouřlivěji reaguje s kyselinami a vzplane při reakci s kyslíkem, chlorem nebo fluorem. Je pyroforem a z toho důvodu vyžaduje velmi opatrné zacházení a je uchováván v/pod inertními látkami. Z toho důvodu se prodává jako suspenze (koncentrace asi 35 %) v minerálním oleji. V jedné studii byl rozptýlen v parafínu pro možnost snazšího zacházení.

## Výroba
Hydrid draselný může být připraven i přímou reakcí z kovového draslíku a vodíku:
2K + H2 → 2KH
Tuto reakci objevil Humphry Davy brzy po svém objevu draslíku v roce 1807.

## Použití
Používá se k přípravě dalších „superbází“ RNHK (alkylamidy draselné) a ROK (alkoholáty draselné). Hydrid draselný je rozpustný v taveninách hydroxidů nebo směsí solí, ale je nerozpustný v organických rozpouštědlech (s některými z nich, například s alkoholy, reaguje).

## Sledujte také
- Hydrid sodný (NaH)
- Hydrid lithný (LiH)
- Hydrid rubidný (RbH)
- Hydrid cesný (CsH)
- Hydrid vápenatý (CaH2)
- Amid draselný (KNH2)
- Imid draselný (K2NH)
- Nitrid draselný (K3N)
- Tetrahydridoboritan draselný (KBH4)
- Tetrahydridohlinitan draselný (KAlH4)